# 河西乡 (金川县)
河西乡，是中华人民共和国四川省阿坝藏族羌族自治州金川县下辖的一个乡镇级行政单位。

## 行政区划
河西乡下辖以下地区：
甲咱村、马道村、乃当村、营盘村、杨家湾村、木居里村和热登村。